# Frantz Dahl
Frantz Johannes Dahl, född 25 oktober 1869 i Köpenhamn, död där den 21 december 1937, var en dansk jurist.
Dahl blev jur.kand. 1892 och byråchef vid kultusdepartementet. År 1916 blev han statsrådssekreterare, och 1919 professor i rättsvetenskapens historia vid Köpenhamns universitet. 
Dahl ägde en omfattande kunskap inom den juridiska litteraturens historia, och skrev en rad uppsatser i ämnet. Bland hans skrifter märks Juridiske Profiler (1920), A. S. Ørsted som Retslærd (1927) samt Retsvidenskabens Historie i Danmark.

## Utmärkelser
- Riddare av Dannebrogorden,  1911[2]
- Dannebrogsmännens hederstecken,  1917[2]

[Redigera Wikidata]